# Alexander Carlyle
Pour les articles homonymes, voir Carlyle.
Alexander Carlyle (26 janvier 1722 - 28 août 1805) est un responsable religieux écossais.

## Biographie
Il est né à Cummertrees, Dumfriesshire, le fils du révérend Willam Carlyle, le ministre local et grandi à Prestonpans, East Lothian.
Il est témoin de la bataille de Prestonpans en 1745 où il fait partie de la milice gouvernementale d'Édimbourg. Il rate la bataille car il a été envoyé pour se loger dans des maisons voisines. Carlyle fait ses études à l'Université d'Édimbourg (MA 1743), à l'Université de Glasgow et à l'Université de Leyde .
De 1748, jusqu'à sa mort, il est pasteur à Inveresk dans le Midlothian (juste à l'ouest de Prestonpans), et pendant cette longue carrière a pris de l'importance dans l'Église d'Écosse non seulement en tant que chef de la section de l'Église modérée ou «large», mais aussi Modérateur de l'Assemblée générale de l'Église d'Écosse en 1770 et doyen de la Chapelle royale en 1789. Il est associé à William Robertson en tant que chef ecclésiastique .
Son teint incroyablement rougeâtre lui vaut le surnom de Jupiter Carlyle. Son autobiographie, qui est éditée par John Hill Burton, et publiée en 1860, bien qu'écrite dans ses dernières années et ne s'étendant pas au-delà de l'année 1770, est intéressante comme image de la vie écossaise, sociale et ecclésiastique, au XVIIIe siècle. L'autobiographie de Carlyle rappelle les émeutes de Porteous de 1736, et son amitié avec Adam Smith, David Hume, Charles Townshend et John Home, le dramaturge, pour avoir assisté à la performance de la tragédie dont Douglas il a été censuré en 1757.  Il est également membre de The Select Society et du Poker Club .
Il est membre fondateur de la Royal Society of Edinburgh en novembre 1783.
Il est enterré dans le cimetière d'Inveresk .

## Famille
Il épouse Mary Roddan (décédée en 1804) en 1760 .
La majorité de leurs enfants sont morts jeunes. À sa mort, il a légué ses biens à son neveu, Carlyle Bell .